# Polichalur
Polichalur es una ciudad censal situada en el distrito de Chengalpattu en el estado de Tamil Nadu (India). Su población es de 21906 habitantes (2011). Se encuentra a 15 km de Chennai y a 56 km de Kanchipuram. Forma parte del área metropolitana de Chennai.

## Demografía
Según el censo de 2011 la población de Polichalur era de 21906 habitantes, de los cuales 11054 eran hombres y 10852 eran mujeres. Polichalur tiene una tasa media de alfabetización del 89,91%, superior a la media estatal del 80,09%: la alfabetización masculina es del 94,25%, y la alfabetización femenina del 85,50%.